# Passo di Jama
Il passo di Jama (Paso de Jama in spagnolo) è un valico andino internazionale che separa l'Argentina dal Cile posto ad un'altitudine di 4200 m s.l.m..
È un importante passo tra i due paesi sudamericani ed è inserito all'interno di un corridoio commerciale che unisce i porti brasiliani della costa atlantica a quelli cileni della costa pacifica. È il valico posto più a settentrione lungo il confine tra l'Argentina e il Cile.

## Storia
Fu aperto al traffico il 6 settembre 1991 mentre la strada sul versante argentino fu completamente asfaltata nel 2005.